# تاريخ اليهود في بيزانسون

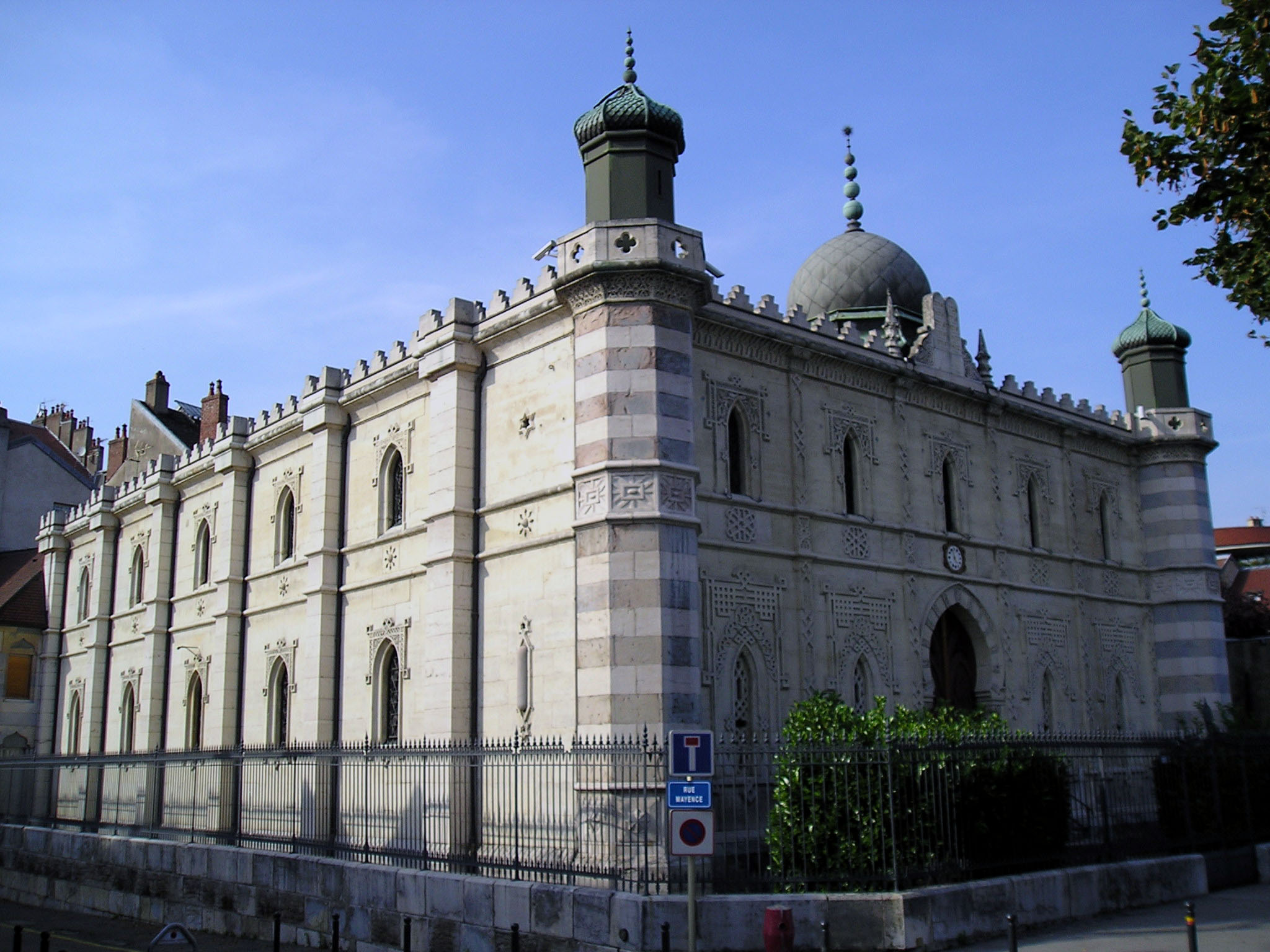
يبزانسون كنيس, بنيت في عام 1869 ب"باتونت"

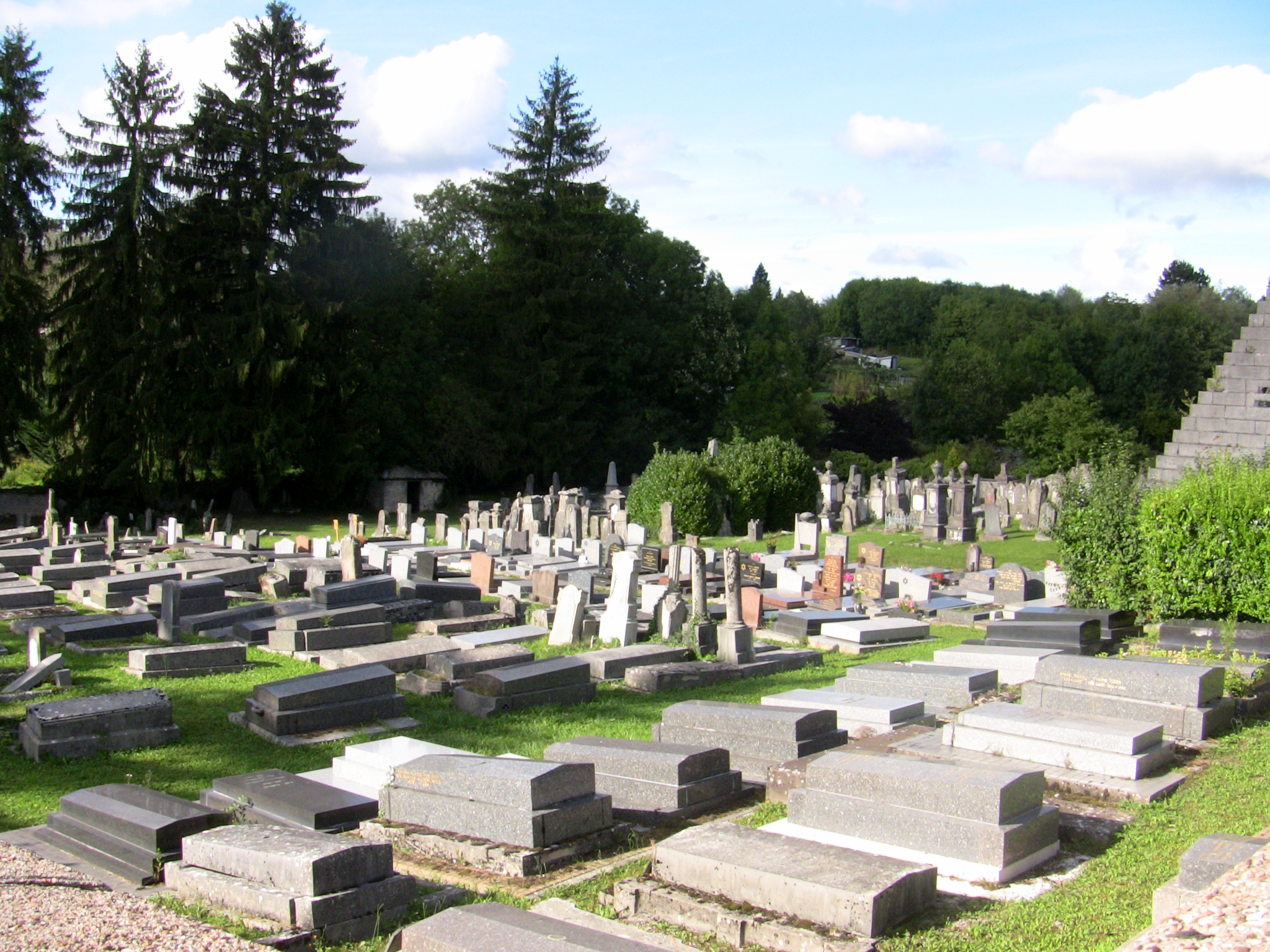
مقبرة اليهود ببيزانسون

يرجع بداية تاريخ اليهود في بيزانسون إلى العصور الوسطى حيث كان يُجذبهم بالمدينة موقعها ونشاطها التجاري. تعتبر بيزانسون المدينة الفرنسية الوحيدة التي لم تخضع للإمبراطورية الفرنسية، وهي المدينة الوحيدة التي تقبلت الوجود اليهودي بها بعد طردهم من المملكة الفرنسية عام 1394. تأسس المجتمع اليهودي بهذه المدينة في نهاية القرن الرابع عشر وطرد بدوره من بيزانسون في منتصف القرن الخامس عشر. ولكن تحرر اليهود بعد الثورة الفرنسية واستقر وضعهم بالعاصمة مرة أخرى. بالرغم من ان المجتمع اليهودي لا يتعدى ال 2000 فرد إلا أنه عرف نجاح اقتصادي كبير بالثورة الصناعية بنهاية القرن التاسع عشر ويرجع ذلك إلى «ليبمان» الذي أسس ماركة ليب وهي علامة تجارية للساعات التي أصبحت من المحركات الاقتصادية الهامة والمرتبطة بمدينة بيزانسون. ترجع أهمية المجتمع اليهودي لعام 1881 بعد التوقيع على مرسوم يجيز إنشاء مجمع ديني لليهود بمدينة بيزانسون. عانت المدينة خلال الحرب العالمية الثانية من السياسة النازية المعادية للسامية. وفي 1950, أدى وصول يهود شمال أفريقيا إلى إحياء الوجود اليهودي وأعطى له وجهاً آخر في المدينة. من أكبر الدلائل على مساهمة اليهود في بناء تاريخ بيزانسون هو كنيس بيزانسون والمقبرة اليهودية والقلعة اليهودية في بيزانسون.

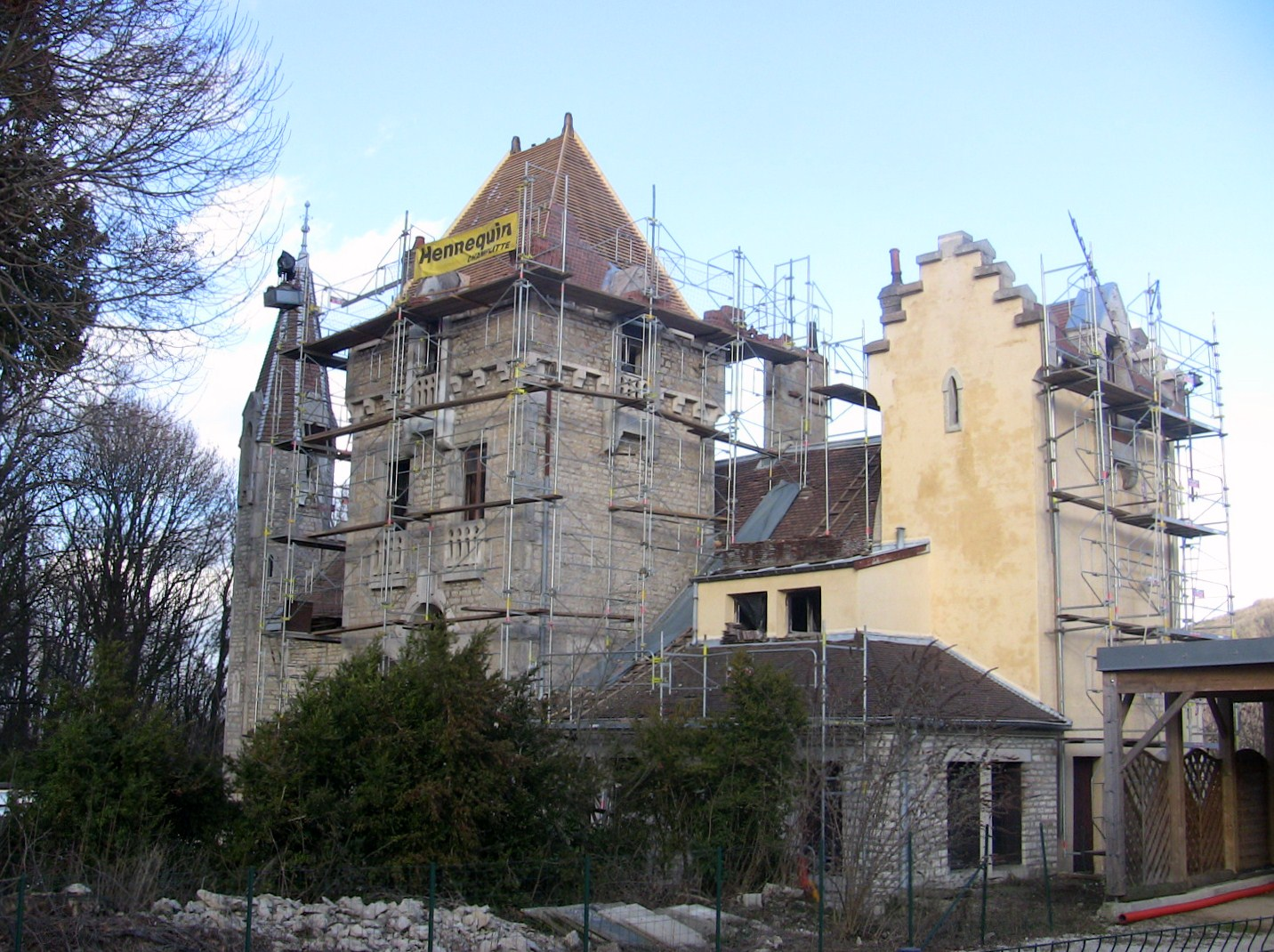
قلعة اليهود ببيزانسون

## التاريخ

### العصور الوسطى
لا يوجد دليل على وجود اليهود بمدينة بيزانسون في العصور الوسطى، لكن لا نستبعد هذا الاحتمال حيث كانت نسبة اليهود في الامبراطورية الرومانية حوالى 10%. يوجد دليل على الوجود اليهودي في بلاد الغال ولا سيما في وادي رون من القرن الثالث. إذاً فمن المحتمل وجود اليهود الرومانيين في مدينة فوزينسيو على الرغم من عدم وجود أي دليل رسمي يثبت ذلك. يمكن تتبُع الوجود اليهودي في بيزانسون منذ القرن الثالث عشر والرابع عشر. ففي القرن الثالث عشر، كانت مدينة بيزانسون موقع تجاري متميز بسبب تقارُبها مع ألمانيا وإيطاليا وكان يمر عدد كبير من التجار اليهود بصورة منتظمة على المدينة. أرسل البابا «اينُسون الرابع» خطابا في عام 1245 إلى رئيس الأساقفة بمدينة بيزانسون طالباً منه فرض ارتداء شارة لليهود للتأكيد على وجودهم بالمنطقة. في القرن الرابع عشر، قررت الحكومة الطائفية في بيزانسون منح إذن لليهود للإقامة في المدينة، مع الحق في الإقامة لمدة مائة عام. في عام 1393, استقرت اثنى عشر عائلة في المدينة. في العام التالي، حُكم على مواطن من مدينة بيزانسون بدفع غرامة مالية قدرها ستين سنت لضَربه فردا من اليهود الذين هم بعُهدة المدينة. <. لجأ بعض يهود فرنسا إلى مدينة بيزانسون في منتصف القرن الرابع عشر هروباً من الغرامة المفروضة على اليهود بسبب مؤامرة مرضى الجذام وهي نظرية مؤامرة تتهمهم بتلويث آبار المياه بسموم مرضى الجذام بأمر من مملكة غرناطة. في عام 1394، طرد ملك فرنسا شارل السادس اليهود من البلاد وأيضا «الدوق فيليب لو هاردي» فعل نفس الشئ في دويقة بورغندي. لكن مدينة بيزانسون هي مدينة امبريالية لا تخضع لهذه القياسات الصارمة، فأصبحت ملجأ لليهود المطرودين من الدول المجاورة فترتب على ذلك نمو عدد السكان في مدينة بيزانسون. يعمل يهود في المدينة في الجزارة والمعاملات المصرفية وفي تجارة الذهب وزادت أهميتهم أكثر فأكثر بالمدينة. وشيئاً فشيئاً أصبح اليهود هم الطبقة الأغني بالمدينة إلى درجة أن بعضهم يُدخل المال للدولة. استقر اليهود في المناطق الخارجية لمركز المدينة (لابوكل) تحديداً في «باتونت». اُنشئ الكنيس اليهودى في حى «باتونت» بشارع (جراند شارمونت) أما بالنسبة لأول مقبرة يهودية التي سُميت بمقبرة (كالاموتيه) فأنُشئت بشمال المدينة بحى (مونترابون-فونتن-ايكو). في القرن الرابع عشر والخامس عشر. اُتهم اليهود باقترافهم اضطرابات وكوارث بالمدينة خاصة مرض الطاعون الأسود وبناءً على ذلك تم طردهم من المدينة. بَيع المقبرة اليهودية من قِبل بلدية المدينة في عام 1465 أنهى الوجود اليهودى في بيزانسون لأكثر من ثلاث قرون.

### التاريخ الحديث
خَضعت مدينة بيزانسون، مثل باقى المُدن الفرنسية، لمعاهدة «نيميج» عام 1678 . في عام 1693، أكدت سِجلات مُداولات البلدية حَظر دُخول التُجار اليهود للمدينة دون إعلان مسبق. حظر إقامة اليهود في بيزانسون لأكثر من ثلاثة أيام مُتتالية وتُمنع ممارستهم للأعمال التجارية دون مساعدة من أحد أُمَناء البلدية. ومع ذلك في مايو 1736، حدث استثناء للتقييد عندما سُمح ليهوديّين من «ميتز» بمُمَارسة الأعمال التُجارية لمدة ثمانية أيام بالسنة. في عام 1754، تم السماح لبعض يهود «فيدال» بالإقامة لبِضعة أشهر نظراً لكونِهم أهم تُجار الحرير. أما في عام 1768، سُمح لليهودى «سالمون ساكس» بمُمَارسة مِهنة حرق الحجارة في بيزانسون ولكن بشرط عدم ممارسته التجارة لصالحه. في بداية الثورة الفرنسية، استمر منع اليهود من الإقامة لأكثر من ثلاثة أيام مُتتالية في المدينة وتم إجبارهم على الاقتصار على بعض المِهن الُمحددة. في عام 1790، طَرد «انطوان ميلشيور نوديه» (عمدة مدينة بيزانسون) بمساعدة مأمورى البلدية يهود «دولف» و«كين» لخَرقِهم المدة القانونية المسموح بها لمُمَارسة الأعمال التُجارية. في 27 سبتمبر 1791 تم مَنح الجنسية الفرنسية لليهود بشرط حِلف اليمين المدني. تَرتب على ذلك، اندلاع مذابح لبعض اليهود في مدينة «ألزاس» الفرنسية خاصةً بمنطقة «سيديكو» وشْنق البعض الآخر. أما الباقون على قيد الحياة إتجهوا إلى جنوب فرنسا وبقت بعض العائلات اليهودية في مدينة بيزانسون. في 1792 قَدّم يهود بيزانسون عريضة إلى بلدية المدينة لطلب إنشاء كنيس يهودى. بعد ذلك، حصل اليهود على إذن للاجتماع في دير الفرنسيسكان السابق (ثانوية باستور حالياً). سُرعان ما هُجمَت الأُسَر اليهودية الجديدة من قِبل الجريدة اليهودية «لا فيديت» التي إنتقَدت اليهود لعدم ولائَهُم للديانة اليهودية وإهمالهم ليوم السبت المقدس. اضطر اليهود في عام 1793 لإغلاق أماكن صلواتهم مثلما فعل الكاثوليك ولكن هذا الوضع لم يَدُم طويلاً خاصةً للسنوات التي لحِقت نهاية فترة الإرهاب بفرنسا.تأسست مقبرة جديدة لليهود في عام 1796 بشارع «آن فرانك» بمدينة بيزانسون، وَصل تعداد اليهود بالمقبرة إلى 86 فرد بعام 1808  وتم توسيع المقبرة في عام 1839 لتضم الآن آلاف القبور.

### القرن التاسع عشر
إن القرن التاسع عشر هو قرن نمو الجالية اليهودية. لجأ اليهود إلي مدينة بيزانسون واستقروا بها مرتين، في المرة الأولى عندما إندلعت مظاهرات في مدينة ألزاس معادية لليهود، وفي المرة الثانية عندما ضمت ألمانيا مدينة ألزاس عام 1871. في بداية القرن التاسع عشر. قام اليهود بتطوير مؤسساتِهم تطويراً ملحوظاً. وتخصص بعض أفراد الجالية بالإقتصاد والسياسة المحلية على الرغم من وجود بعض المشاعر المعادية لليهود التي تطفو على السطح من وقت لآخر بين السكان.

#### علم السكان
في 29مارس 1808 ، طلب وزير الشئون الدينية «بيجو دو بيريمينو» من المحافظ «دوبو جون انطوان ديبري» إحصاء اليهود في المقاطعة. فأصدر عمدة مدينة بيزانسون قائمة إحصائية بعدد اليهود في المدينة. أظهرت نتيجة الإحصاء وجود 28 رب أسرة بمجموع 155 فرد يهودي. وأظهرت نتيجة الاستطلاع أيضا أن نسبة كبيرة من اليهود هم في الأصل من مدينة ألزاس وأن أقدمهم هم من استقروا في عاصمة بيزانسون في عام 1787. استمرت الزيادة السكانية لليهود في عام 1830، وأحصت عدد 120 عائلة بمجموع 650 شخص.
من سنة 1850 إلي 1860 ، كان مجموع الجالية اليهودية في هذا الوقت 560 فرد واحتلت الجالية مساحات عُمرانية جديدة تركزت في الحي الشعبي وتقاطع «دو باتونت» و «لا بوكل» مركز المدينة خاصة بشارعيّ «لا جراند» و «دو جرانج». في نهاية القرن التاسع عشر، بعد احتلال ألمانيا لمدينة ألزاس، استقر اليهود في منطقة جديدة تسمى الساحة، وهو حي يضُم عدد كبير من التجار والباعة المتجولين. تركزت حياة الجالية اليهودية حول الكنيس في حي «باتونت». في نهاية هذا القرن، حقق عدد كبير من اليهود نجاحاً كبيراً على صعيد الحياة الاجتماعية والأقتصادية والصناعية، ف60% من صناعة الساعات أدخلها «ليب مان» وأسّسوا مصرف (أسرة فيّ_بيكار)  في عام 1897، أحصى الكنيس اليهودي عدد 763 يهودي ببيزانسون ولكن من الواضح أن هذا العدد أقل من النسبة الحقيقية خاصةً وأن هناك نسبة من اليهود لا يهتمون بالذهاب للكنيس

#### المجتمع اليهودى

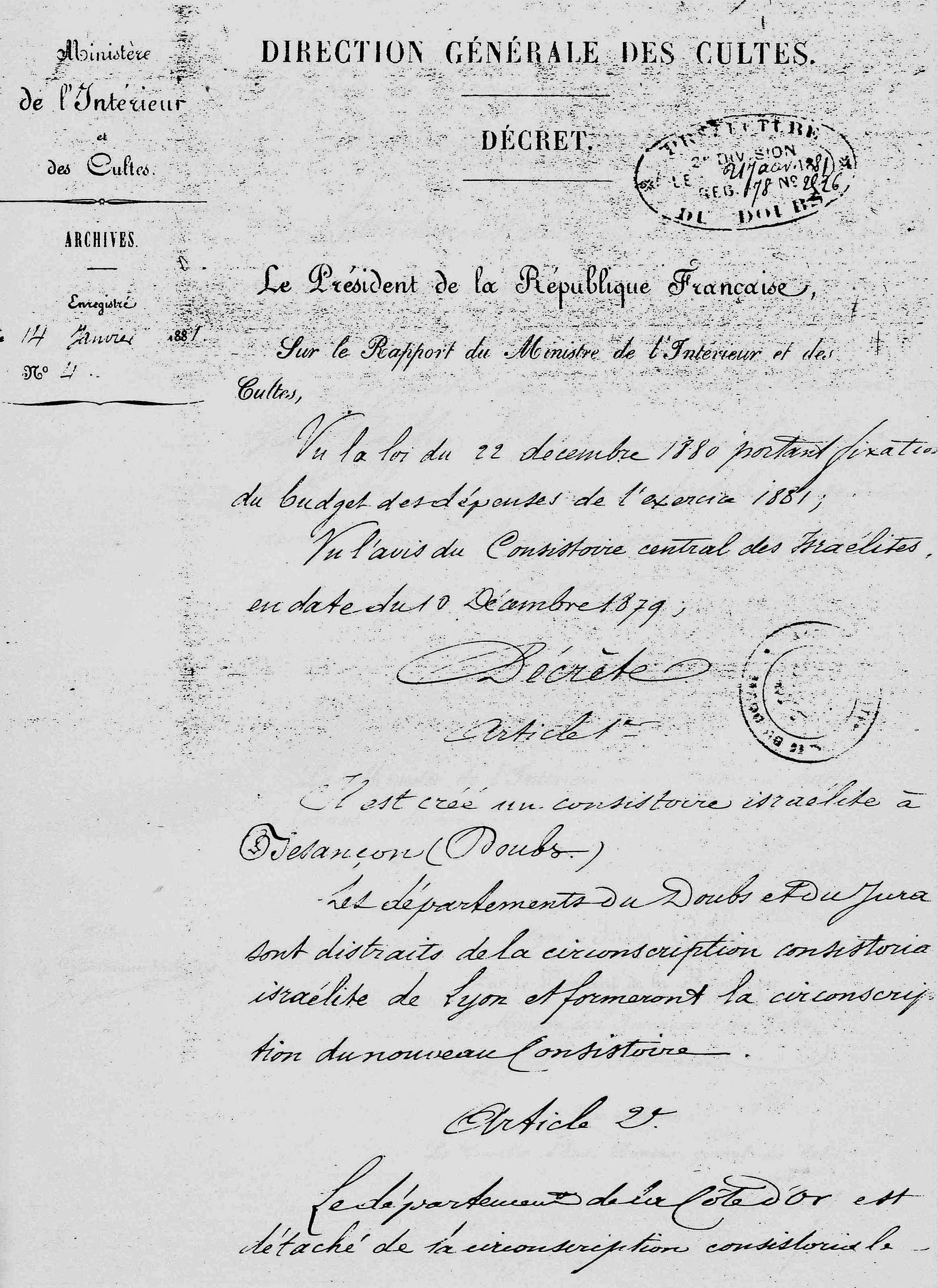
مرسوم صادر عن الهيئة العامة للشئون الدينية، بتاريخ 14 يناير 1881، يجيز إنشاء كنيس لليهود في بيزانسون.

في عام 1804، بعد فترة مضطربة من الثورة، قُدم تقريراً إلى محافظ «دُوبس» أشار فيه إلى الوجود اليهودى بالمدينة.و ذُكر فيه إنه لايوجد كنيس يهودى يَجمع اليهود ولايوجد حاخام في المدينة سوى حاخام يأتى من مدينة «ديجون» مرتين فقط في العام ليقيم خلالهما الشعائر الدينية.و كان المكان الوحيد المُخصص للعبادة لليهود في بيزانسون هو معبد صغير يتسع للمئات من اليهود وكان ذلك في عام 1830 ويُعد هذا المعبد من ضمن المعابد الأكثر حظاً لتطويره من قِبل المهندس المعملرى «بيير مارونت».يقع هذا المبنى في 19 شارع «دو لامادلين» ويتم التعرف عليه من خلال واجهته المُخترقة بالنوافذ المقوسة.ولكن هذا المبنى قديم ولا يصلح لمواصلة الصلاة فيه خاصةً مع نمو المجتمع اليهودى لذلك تم بناء كنيس يهودى في 1869.في عام 1808، تم إنشاء منظمة يهودية مركزية (مجلس كنيس إقليمى) يضُم مُختلف الطوائف الإقليمية. ضُمت الجالية اليهودية ببيزانسون إلى الجالية اليهودية بمدينة «نانسى» في عام 1810 ، وكانت ضريبة هذا الانضمام هي دفع مبلغ 42470 فرانك.
في 24 أغسطس 1857 صَدر مرسوم يُفيد انضمام جالية مدينة بيزانسون إلى كنيس مدينة «ليون» ولكن دون دفع رسوم مالية. في 1 أغسطس 1864، صَدر مرسوم إمبريالى آخر يسمح ببناء مقر للحاخام في عاصمة مدينة بيزانسون. في فبراير 1870، أرسل الحاخام رسالة إلى محافظ «دُوبس» مطالباً بإنشاء كنيس لمحافظة «دُوبس» و «چورا» مُستقل عن كنيس مدينة «ليون» 
، وأفاد فيها استناد طلبهم في المقام الأول على نصوص مُعيّنة من قانون ديانتهم وإلزامه بإنشاء كنيس يضم 2000 إسرائيلي في محافظة واحدة أو في عدة محافظات متجاورة وأضاف أيضاً أنْ مدينة بيزانسون لديها جالية كبيرة ومدارس وجمعيات خيرية ومعبد جميل وغنى. ويرجع ذلك بفضل تضحيات اليهود، على الرغم من إرسال محافظ «دُوبس» الرسالة إلى وزير الشئون الدينية بعد ما يقرُب من عشرة أعوام لم يتغير شئ.أرسل "چاك اوشير" رسالة أُخرى إلى المحافظ أفاد فيها انتظارهم الرد لمدة عشر سنوات وعدم إستقبالهم سوى الوعود البرّاقة من وزارة الشئون الدينية. وسيكون من الضرورى دفع 4000 فرانك غير مُدرجين في الميزانية لعام 1881 . سيكون ذلك نقطة جذب قوية لهجرة يهود آلزاس. وسيضُم هذا الصرح المرغوب في بناؤه أكبر عدد من اليهود الفرنسيين. وأضاف أخيراً، ألا يستحق هذا الارتباط العميق بين الإسرائليين في المدينة والحكومة، المُكافأة المرغوبة مُنذ عشر سنوات خاصةً أن بناء هذا الصرح لن يُحمّل الميزانية القومية إلا القليل". وأخيراً، أعطى وزير الشئون الداخلية والدينية "إرنست كونستانس" أمر السماح بالبناء، وأُنشئ رسمياً كنيس مدينة «دُوبس» و «چورا» في 13 يناير 1881، وضَم الكنيس الجالية اليهودية لكلاً من المُدن التالية "مونت بيليار" و "ايزل سور لو دُوبس" و "بوم ليدُوم" و "دُول" وأيضاً مدينة "لانس لو سُنييه".

#### التوزيع الجغرافى

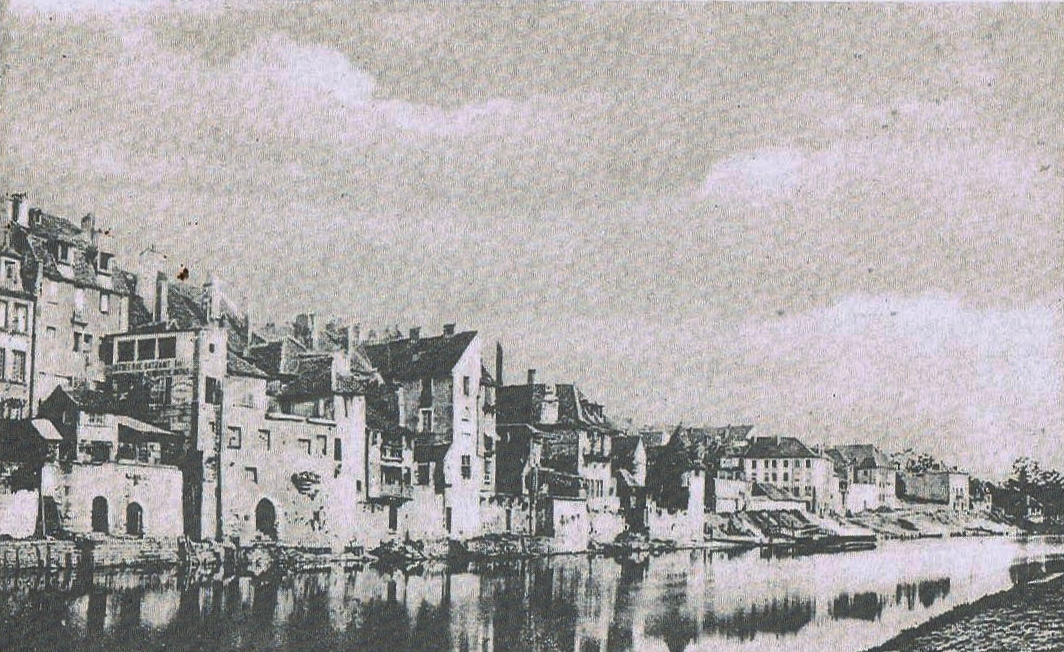
حي باتونت في عام 1860

تَمركز يهود بيزانسون في أماكن جغرافية مُحددة كحى «باتونت» وساحة «ستراسبورج» وساحة «ڨيّى-بيكارد» وشارع «مارولاز» وشارع «ريشبورج» وشارع «فور جريفُن» وشارع «لاجرابيل دو باتونت».
في العصور الوسطى، تَجمع يهود بيزانسون في شارع «ريشبورج» حيث يكونوا بالقرب من مقبرتهم التي لم تَعُد موجودة حالياً. كان لديهم بعض الوثائق التي تدل على تجمع اليهود في شارعٍ ما في القرن الثاني عشر والثالث عشر. عند عودتهم مرة أخرى إلى المدينة 
، بعد التحرر وخاصةً مع بداية القرن التاسع عشر، عادوا للسكن بشوارعهم القديمة خاصةً حى «آرينا» وشارع «تشارمونت» وشارع «باتونت»، فقد مارسوا في هذه الأحياء حياة اجتماعية طبيعية وتكثّفوا بهذه الأماكن المُخصّصة لهم فيما يُمكن تسميتُه بالحى اليهودى خاصة حول الكنيس اليهودى بحى «آرينا». منذ عام 1850 ، انتشر 211 فرد من الجالية اليهودية في مكانين أساسيّين هما حى «باتونت» وحى «مادلين» في 1851 . أما الآخرين، فاجتمع 186 فرداً في حى «لابوكل» و 66 فرداً في «جراند رو» والتحقت عائلتان مكونتان من 11 فرداً في حى «سانت-كلود». يرجع هذا التغير إلى الظواهر الاجتماعية والاقتصادية فالأُسر المتوسطة من اليهود يتركون منازلهم الغير صالحة للسكن بحى «باتونت» راغبين بالالتحاق بأجواء أُخرى في المدينة. يعيش نخبة اليهود من الحرفيين والتُجار ذوى الأملاك في حى «لابوكل», أما بالنسبة لليهود الأقل ثراءً كالباعة المتجولون وتُجار الخردوات يقتنون بحى «باتونت» حيث التقاليد اليهودية الأكثر حيوية. تَرك بعض أفراد الجالية اليهودية حى «باتونت» للإقامة في حى «لا بوكل» لكى يثبتوا نجاحهم الإقتصادى وليصبحوا ذا شهرة ليتمكنوا من الاندماج في المجتمع البورجوازى للمدينة. تَرتب على ذلك إبعاد الجالية اليهودية عن الحياة الدينية الموجودة بحى «باتونت» عنها في حى «لابوكل». لُوحِظَ تكرار حدوث تلك الظاهرة في ما بين الحربين الأولى و الثانية حيث كان يقتن اليهود في حى «بِرسوت» و «باتونت» ثم انتقلوا تدريجياً منذ عام 1936 إلى «بِرسوت» بنفس الطريقة القديمة للاندماج مع التيار الرئيسى للمجتمع اليهودى. تشتُت المجتمع اليهودى أدى إلى عدم وجود أدلة فعلية لليهود في مدينة «باتونت» و «مادلين» في ما عدا وجود الكنيس اليهودى الذي يُحيط به بعضاً من اليهود المؤمنين فقط.

#### العلاقة مع السكان المحليين
منذ عام 1820 ، أرسل رئيس بلدية بيزانسون تقريراُ إلى محافظ مدينة «دُوبس» عن اليهود في المدينة، أفاد فيه تقديم اليهود برهان يؤكد خضوعِهم وطاعتِهم للقوانين وتعهُدهِم بدفع مُساهمات مادية إلى المُحصِل العام وأمين صندوق إدارة «دُوبس» وعدم تَهرُبهُم من قانون التجنيد، يعمل معظمهم (اليهود) بالمُضاربات المالية: فالعديد منهم يعمل في الساعات وبيع وشراء الأقمشة والفضيات والمجوهرات والخردوات. وظلّت الخلافات قائمة في أواخر القرن التاسع عشر بين الجالية اليهودية والسكان المحليين خاصةً الكاثوليك المتشددين. في عام 1872 ، صَرح قاضى يهودى بأنه يواجه صعوبات كبيرة في عمله.
منذ عام 1890، ظهرت قضية دريفوس، وهي واحدة من أكبر الأخطاء القضائية في تاريخ فرنسا. استمرت هذه القضية اثنى عشر عاماً، قضية دريفوس هي قصة خيانة عُظمى ومُعاداه للسَامية. قسَّمت هذه القضية المجتمع الفرنسى إلى درجة هدَدت الاستقرار السياسى في البلاد بسبب معاداة السامية المُنتشرة بين الفرنسيين. تأسس حزب سياسى جديد في المدينة (الحزب الراديكالى الاشتراكي)، وأُعيد تأهيل دريفوس مرة أخرى بعد تجريده من رُتبه ونفيه إلى جزيرة الشيطان تَرتب على ذلك وضع حد للتنافس.

### الحرب العالمية الأولى

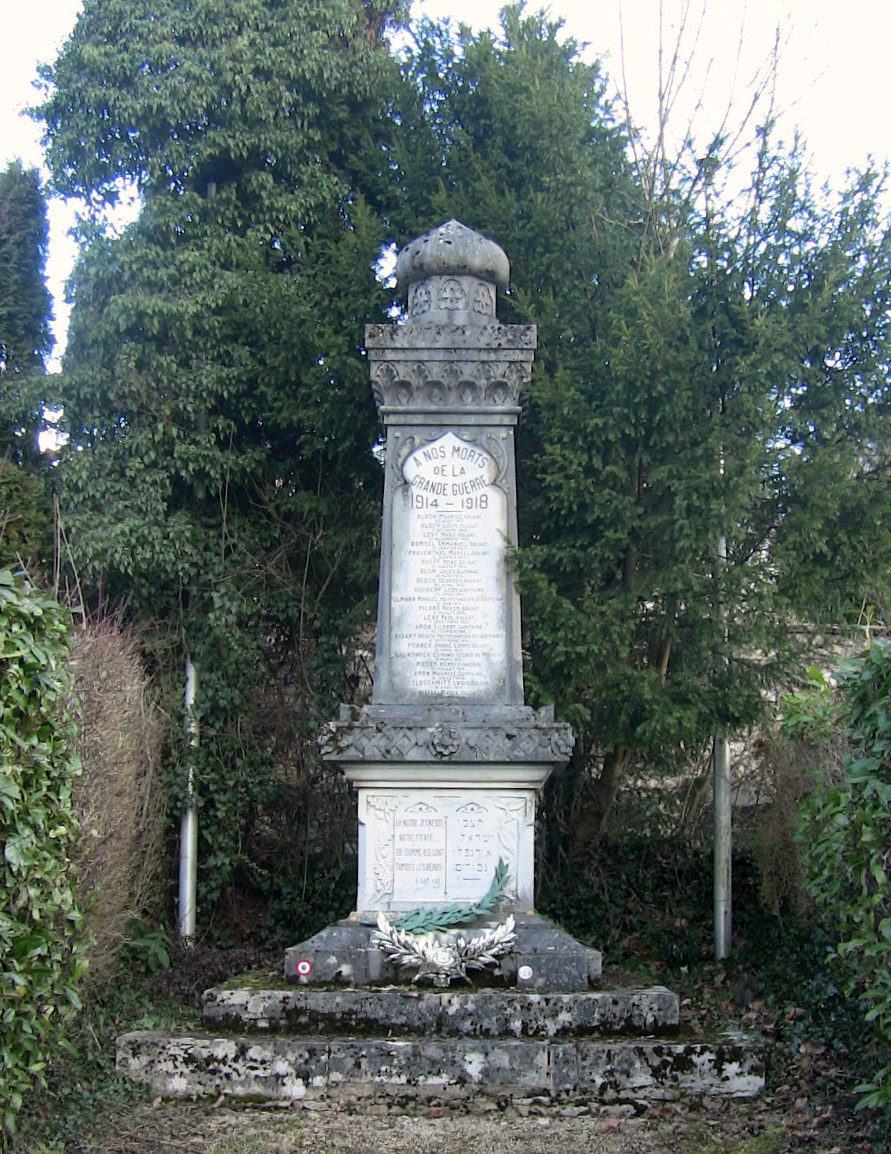
نصب تذكاري لقتلى الحرب مشيّد بمدخل المقبرة اليهودية

تأثر المُجتمع اليهودى بمدينة بيزانسون مثل كل الفرنسيين بعد الحرب العالمية الثانية.نُصِبَ نَصبْ تذكارى لقَتلى الحرب، تخليداً لذكراهم في مدينة بيزانسون ووُضِع في مَدخل المقبرة اليهودية وكُتب عليه «اه شبابنا ! اه...فخرُنا...! كيف مات أبطالنا !» ووُضعت شارة وطنية بأسفل النصب ونُقش عليها عشرون إسماً لضحايا الحرب.

### الحرب العالمية الثانية
منذ عام 1930، استقر عدد كبير من يهود ألمانيا والنمسا وبولندا في فرنسا خوفاً من تصاعد معاداة السامية في بلادهم. حتى عام 1934، بلغ عدد اليهود بمدينة بيزانسون ما يقرب من 2500 يهودى كان آخر المُقيمين فيها قادمين من أوروبا الشرقية. إزدادت هذه الهجرة سوءً في عام 1939 بسبب اتفاقية الأنشلوس (ضَم النمسا إلى ألمانيا) ودخول الحلفاء الحرب مع دول المحور. بالطبع هُجم اليهود مثلما هُجم الفرنسيين من قِبل السلطات الألمانية والڨيشية (حكومة فيشي) خلال هذه الفترة توفى 82 شخصاً من بيزانسون في المنفى (بما في ذلك 40 يهودى)، و 302 شخصاً توفى في مدينة «دُوبس» من بينهم 102 يهودى  من بين هولاء الضحايا الأخوين «چان وبيير شافانچون» من مدينة بيزانسون تم ترحيل كلاً منهم وقتلهم ولقى خمسة أفراد من عائلة دريفوس نفس المصير وأيضاً «كوليت چودشوت» التي تم إيقافها في 24 فبراير 1944 وترحيلها إلى أوشفيتز (ببولندا) حيث تُوفيت مع والدتها في عام 1944 .
حُفظت عدة صُحف من التوراة (للكنيس) خلال الاحتلال الألمانى خوفاً عليها من التلَف، يرجع الفضل في المحافظة عليها إلى رئيس الأساقفة (موريس-لويس دوبورج) وصديق طفولته (دكتور ماكسيم دورِين) وأيضاً (شانوان ريميليه) قسيس كنيسة «سانت مادلين». أَخفوا هذه اللفائف في غرفة خياطة الكنيسة حتى تَحرّر المدينة وبالتالى حمايتها من الإهمال والتدنيس جُمع اليوم بمتحف المقاومة والترحيل بفرنسا تحديداً بقاطعة «فرانش». عدد كبير من الوثائق التاريخية بأوروبا. تم تشيّيد نصب تذكارى بمناسبة التحرير يقع في منطقة (لاشابال دى بوى) يُذكر فيه أسماء كل المفقودين في الحرب.

### اليوم
بعد الحرب العالمية الثانية، أقام حوالى 200 يهودى من شمال أفريقيا في مدينة بيزانسون بعد استقلال المغرب وتونس والجزائر منذ عام 1950 إلى عام 1960 . أصبح التعداد اليهودى في 2010 بمدينة بيزانسون حوالى 150 عائلة يهودية، تتألف من تُجار ورجال أعمال وموظفين.
منذ عام 1970 شُيّد «منزل الكاهن چيروم» (حاخام مدينة بيزانسون منذ عام 1960 إلى عام 1970). يَقوم «منزل الكاهن چيروم» بتنظيم وجبات يوم السبت المُقدس وعرض المسرحيات وتعليم كتاب تلمود اليهودى . «منزل الكاهن چيروم» بمثابة مَجمع للجالية اليهودية بالمدينة فهو يمُثل رابطة الثقافة الإسرائيلية والصداقة اليهودية-المسيحية بفرنسا . ويُساهم أيضاً في تعليم الدين واللغة العبرية الحديثة، بالإضافة إلى توريد منتجات كوشير (حلال). منذ عام 2008 ، أُنشئت أيضاً لليهود محطة إذاعية تُسمى «شالوم» بمدينة بيزانسون .

## الشخصيات اليهودية ببيزانسون

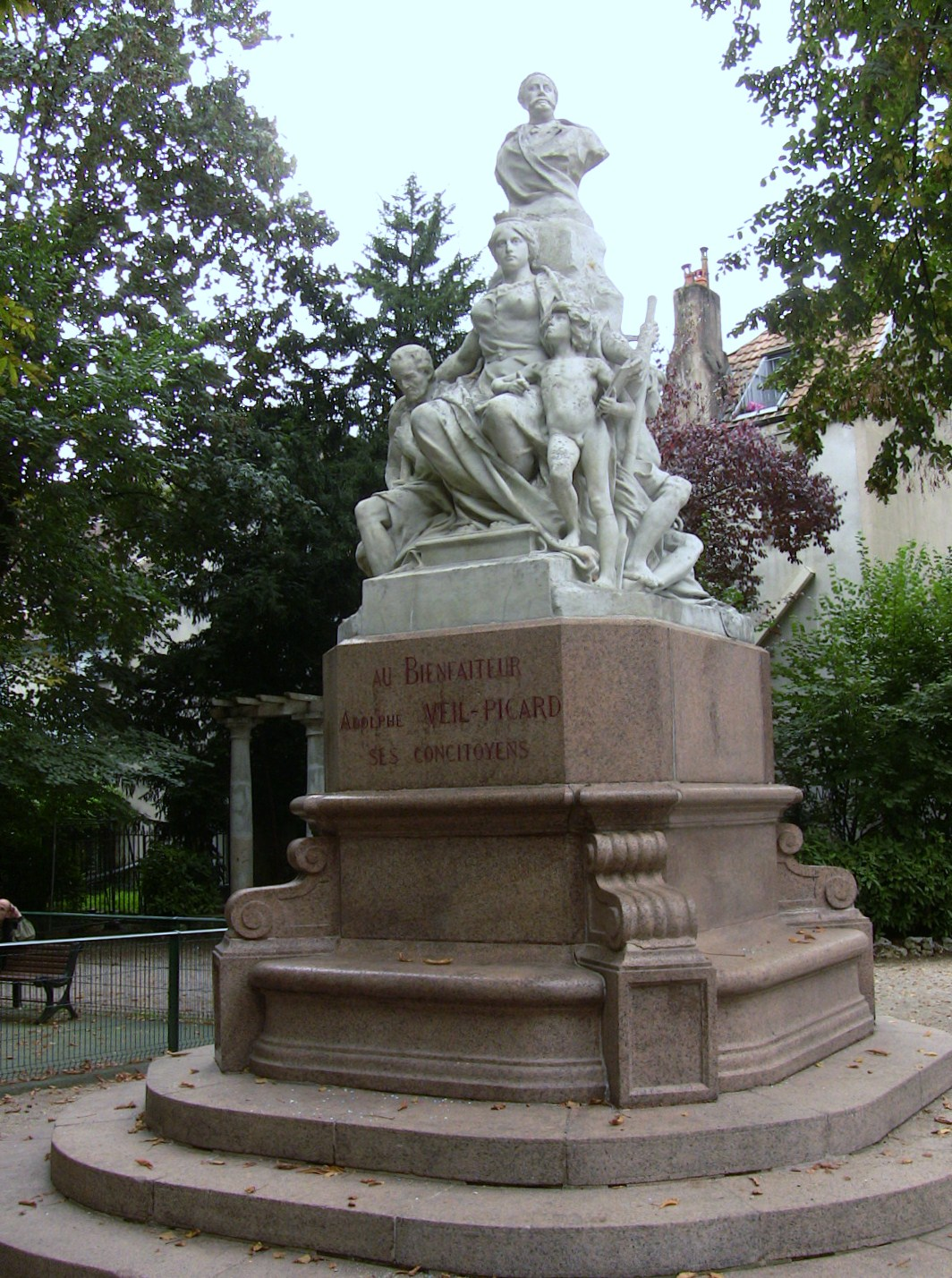
نصب تذكاري لعائلة بيكار ببزانسون

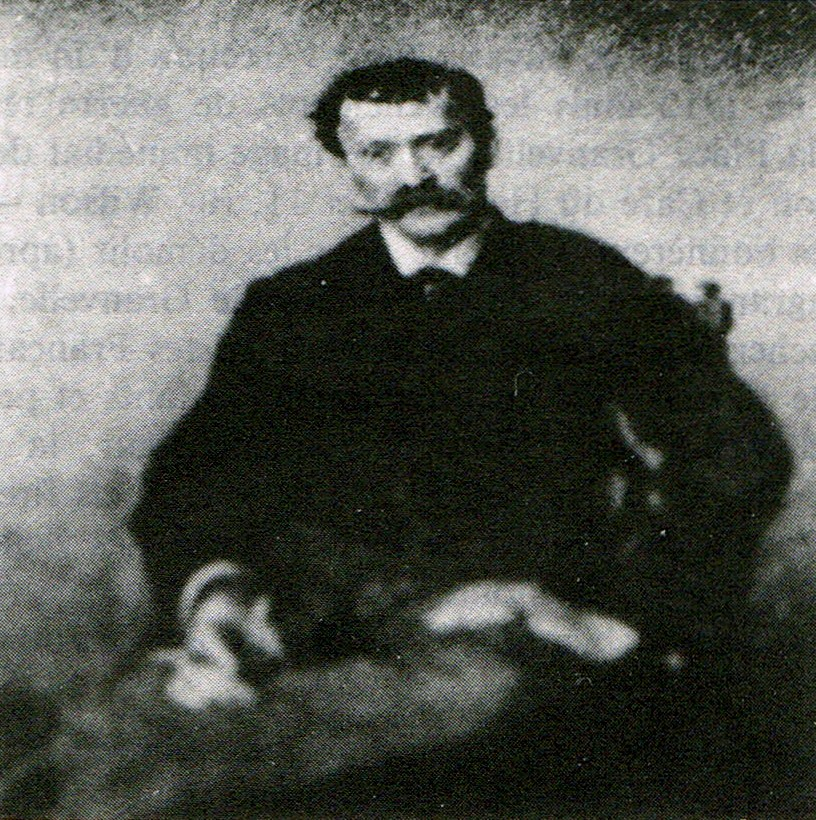
ارسور فييّ بيكار أحد أبناء ادولف بيكار

العديد من الشخصيات ببيزانسون من أصل يهودي (بالنسبة لحجم الجالية اليهودية)، تَرك بعضهم علامات تدل على وجودهم بالمدينة كمبنى «فيىّ-بيكارد» الذي أُسّس بساحة «جارنفال» في مركز المدينة، ونُقش عليه (إلى المستفيد «أدولف فيىّ-بيكارد» وزملائه). بالفعل، دَعّم «أدولف فيىّ-بيكارد» ووالده «هارون-فيىّ بيكارد» العمل بالمدينة، خاصةً التوسع بمشفى «سانت-چاك» وأيضاً إنشاء ساحة «ستراسبورج» الحالية، كما شارك أيضاً في تنمية صناعة الساعات المحلية وفي الصناعة بوجه عام وقاموا بالعديد من التبرعات الخيرية والعروض المُهمة لتطوير موقع «باخوس» وأيضاً لبناء ساحة «آرين» التي تحمل اسمه إلى يومنا هذا . أصبح أحد أولاده الثمانية «آرثر-چورج» الأكثر شهرة كتاجر وجامع تُحف فنية . يعيش نسل هذه العائلة إلى اليوم وتقيم بمدينة بيزانسون وفي مدينة ألزاس.
تُعتبر أسرة «ويل» هي مؤسّسة أكبر شركة فرنسية لصناعة ملابس للرجال . تقتن أُسرة «ويل» في مدينة بيزانسون منذ عام 1872 ، وهي مُؤسّسِة أكبر شركة فرنسية لتصنيع ملابس للرجال، تم تأسيسها على يد «ويل چوزيف» في عام 1878 وهي واحدة من أكبر مصانع الملابس في المدينة . عمل «ويل چوزيف» عليها حتى نَمت وأصبحت أكبر شركة فرنسية لتصنيع النسيج الرجالى عام 1965 وذلك باستخدامه ل 1500 عامل وانتقل إلى مبنى بعيداً عن مركز المدينة تحديداً في «فونتين-إيكو» 
عرفت كنيس بيزانسون بعض الحاخامات المعروفين مثل «بول هاجنويه» أكبر حاخام في عام 1907 . ولكنه ترك الجالية اليهودية ببيزانسون في 12 أغسطس 1914 ليصبح قسيس «جوتمان رينيه».
من 1 يناير 1980 إلى 30 يونيو 1985 (و هو الحاخام الحالى بستراسبورج).
وصلت عائلة «ليب مان» (مؤسس مصنع ليب) إلي مدينة بيزانسون خلال الثورة الفرنسية، وتعتبر عائلة "ليب مان هي العائلة اليهودية الأكثر شهرة . وفقا للمصادر، لُقب "إيمانويل ليب مان" رئيس الجالية اليهودية من عام 1800 الي عام 1807 (لم يكن هناك آنذاك مجلس إسرائيلي بفرنسا قبل عام 1808). قدم «ليب» ساعة جيب إلى القنصل الأول عام 1800 وإلى الإمبراطور نابليون الأول عام1807 
بعد مُضي ستين عاماً، انشئ «إيمانويل» وأولاده ى شركة ساعات «ليب مان» عام 1896. واخترع أيضا «ساعة توقيف» ماركة «ليب» عام 1896 . وصلت علامة ساعات «ليب» لقمة نجاحها على أيدي «فريد ليب» بعد الحرب العالمية الثانية لاختراعه الساعة الرقمية وتوظيف 1450 عامِل عام 1960 بحي «بالون» بمدينة بيزانسون، قبل أن يتراجع بعام 1970.

## المباني والمؤسسات

### مركز الجالية اليهودية
يقع مركز الجالية اليهودية، المُقام من قِبل الحاخام «كاشن» عام 1960، بشارع «جروسجو» بجانب شارع «فيوت». افتُتِح المركز بعام 1970، عندما قررت الجالية اليهودية التوسع في أنشطة خارج المجال الديني كالمجالات الثقافية. مهمة المركز تقديم خدمات للسكان المحليين بمدينة بيزانسون مثل المنظمة الثقافية الإسرائيلية ومنظمة الصداقة الإسرائلية _الفرنسية وكشافة الكشافين الإسرائلين بفرنسا ومجلس تعاون المرأة، بالإضافة لتقديمها الوجبات الغذائية في يوم السبت المقدس وتقديمهُم للعروض المسرحية ومجالس تعارف مع الجاليات الأخرى وأماكن لتعليم تلمود والتوارة واللغة العبرية وبيت للشباب وحضانة للأطفال وأماكن لبعض الاحتفالات الخاصة بهم .

### أماكن الشعائر الدينية
اُقيم أول كنيس ببيزانسون بحي «باتونت» بشارع «جراند شارمونت» ونُسب اسم الشارع للكنيس فسُمي بكنيس شامونت . شُيد الكنيس بالدور الأول على شكل منزل واسع وأنيق من القرن الثالث عشر لكنه لم يتسع لكل الجالية اليهودية التي أصبحت حوالي 600 فرد في القرن التاسع عشر وإستُبدل بكنيس آخر في شارع مادلين في 18 نوفمبر 1869. هذا الكنيس الجديد المُشيد بساحة ستراسبورج هو على الطراز المغربي، بناه المعماري «فرانك _كوتواز مارونت» وهو أحد الأكنسة النادرة والفريدة من نوعها، يرجع ذللك إلى طرازه القديم والعريق فهو مبنى تاريخي منذ 16 ديسمبر 1984.

### المقابر
يعود تاريخ المقبرة اليهودية إلي العصور الوسطى، وشيد المقبرة بالقرب من حي «مونترابون _ فونتن_إيكو». سمُيت بمقبرة «كالموتيه» وتم بيعها من قِبل بلدية المدينة عام 1465 . في نهاية القرن الثامن عشر، قررت الجالية اليهودية بناء مقبرة جديدة ولكن خارج مدينة بيزانسون قريبة من حي «برجيل». لا يُعرف بالتحديد ماذا حدث لمقبرة القديمة على الرغم من أن النظرية الأكثر قبولاً أنه تم نقلها . ضمت المقبرة عائلة «ويل» وعائلة «فيّ يبكار» وعائلة «هاس» وعائلة «ليب مان». أمام المقبرة شُيد نصب تذكاري منقوش عليه أسماء القتلى في الحرب العالمية الأولى.

### قلعة اليهود
في القرن الثامن عشر، نُسب اسم القلعة إلى أسرة «ليب مان» اليهودية . بنى «ماير ليب مان» (اليهودي الأكثر شهرة في المدينة) منزله بالريف وزينه بأجمل الديكورات والأثاث الفاحش . لديه أربعة أولاد من زوجته «ليفي بابت» هم: ألفريد وأوجوست وناتالي ودينا . توفيت هذه الأخيرة بعد ولادتها عام 1827 ، وتُعرف القلعة أيضاً باسم قلعة اليهودية نسبة لإبنة «ليوني أليجري».

## الوصلات

### مقالات ذات صلة
بيزانسون _ بيزانسون كنيس _ المقبرة اليهودية
اليهودية _ المسيحية _ الإسلام
التوراة _ تلمود_الإنجيل _القرآن

### وصلات خارجية
- الموقع الرسمي للثقافة اليهودية
- الموقع الرسمي لتاريخ اليهود في ألزاس
- الموقع الرسمي لتاريخ الجالية اليهودية ببيزانسون
- الموقع الرسمي لتاريخ اليهود في فرنسا
- الموقع الرسمي لتاريخ اليهود بفرنسا
- معاداة السامية في العصور الوسطى في فرنسا
- اليهود في الحرب العالمية الأولى
- قائمة مشاهير اليهود بفرنسا
- اليهود بعد الثورة: الاندماج التدريجي لليهود في المجتمع الفرنسي

### قائمة المراجع
- مجلة Tribune juive عدد 91 و 92 التاريخ الخاص للجالية اليهودية في مدينة بيزانسون 27 أبريل 1970و 2 مارس 1970.
- الذكرى المئوية للمجلس الإسرائيلي بيزانسون، نُشر في 9 مايو 1982، من قبل J.Berda
- الكتاب الفرنسي «بيزانسون كنيس» فصل، الجمعية الدينية اليهودية في بيزانسون،27 صفحة نشر عام1996.
- كتاب معاداة السامية في فرانش كونتيه: منذ قضية دريفوس إلى يومنا هذا بقلم «جوزيف بينار» عام 1997، 309 صفحة